# Сони Ериксон K750
Сони Ериксон K 750 је модел телефона из сони-ериксонове K серије.

## Карактеристике
Екран
- 262,144 боја, TFT LCD екран

Димензије
- 100 x 46 x 21

Тежина
- 99

Меморија
- 41 MB интерна
- картица уз апарат 64